# بخش فریدم (شهرستان هنری، اوهایو)
بخش فریدم (به انگلیسی: Freedom Township) یک منطقهٔ مسکونی در ایالات متحده آمریکا است که در شهرستان هنری، اوهایو واقع شده‌است.
 بخش فریدم ۶۱٫۲ کیلومتر مربع مساحت و ۹۴۶ نفر جمعیت دارد و ۲۱۵ متر بالاتر از سطح دریا واقع شده‌است.